# Draft da NBA de 2009
O Draft da NBA de  2009 foi realizada no dia 25 de Junho no ginásio esportivo de Nova Iorque, o Madison Square Garden, casa do New York Knicks. A missão ao de fazer o draft, é que os futuros draftados joguem a NBA do ano seguinte, sendo assim, transformando em jogadores do futuro.
O Time que tinha a primeira escolha era o Los Angeles Clippers e desde o dia 19 de Maio de 2009, ja tinham o desejo de contar com o ala Blake Griffin da universidade de Oklahoma. Logo depois, outras equipes também contavam com futuras promessas para serem contadas no futuro como o pivô Hasheem Thabeet de Connecticut, os alas James Harden, Ricky Rubio, os armadores DeMar DeRozan, Jonny Flynn, Brandon Jennings e Tyreke Evans, além da futura estrela do Golden State Warriors, Stephen Curry.

## Ordem do Draft

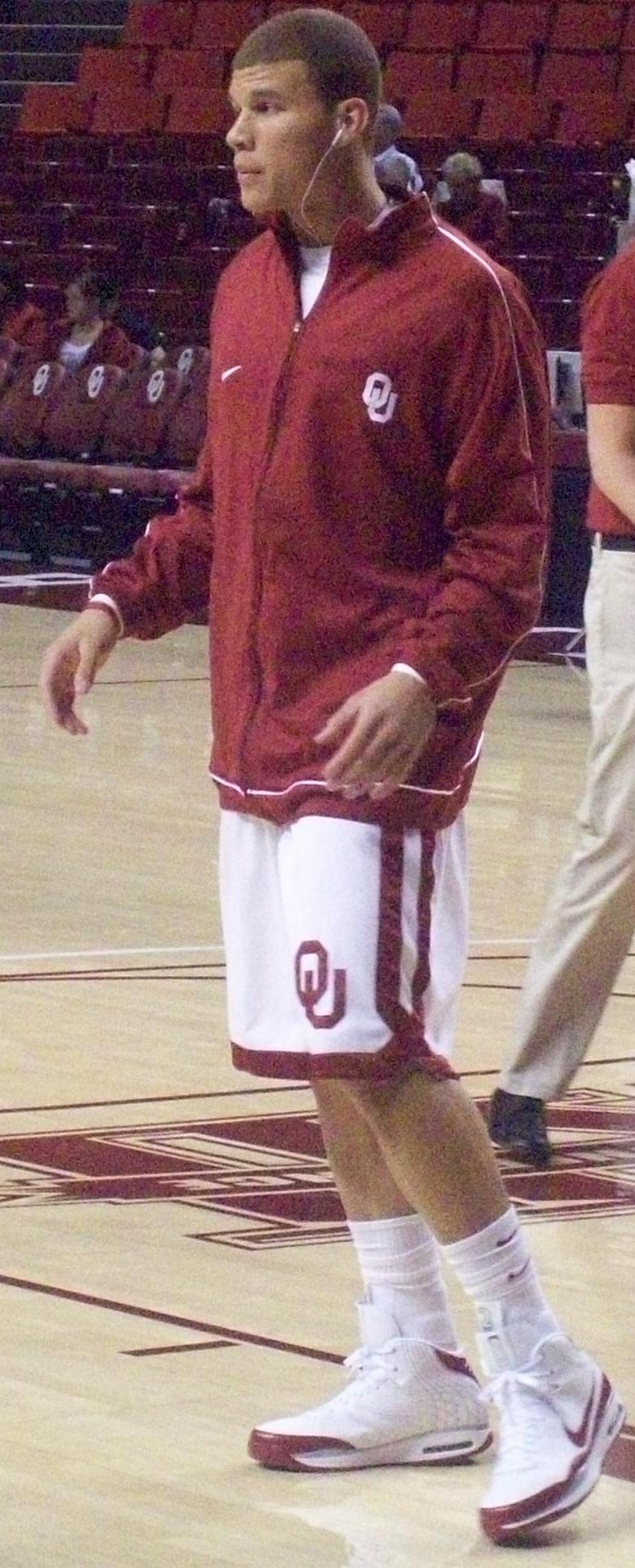
Blake Griffin, o ala-pivô foi selecionado na 1ª escolha do draft pelo Los Angeles Clippers. Griffin foi 5 vezes All-Star da liga e selecionado 4 vezes para o All-NBA Team (três para o Segundo e uma vez para o Terceiro Time).

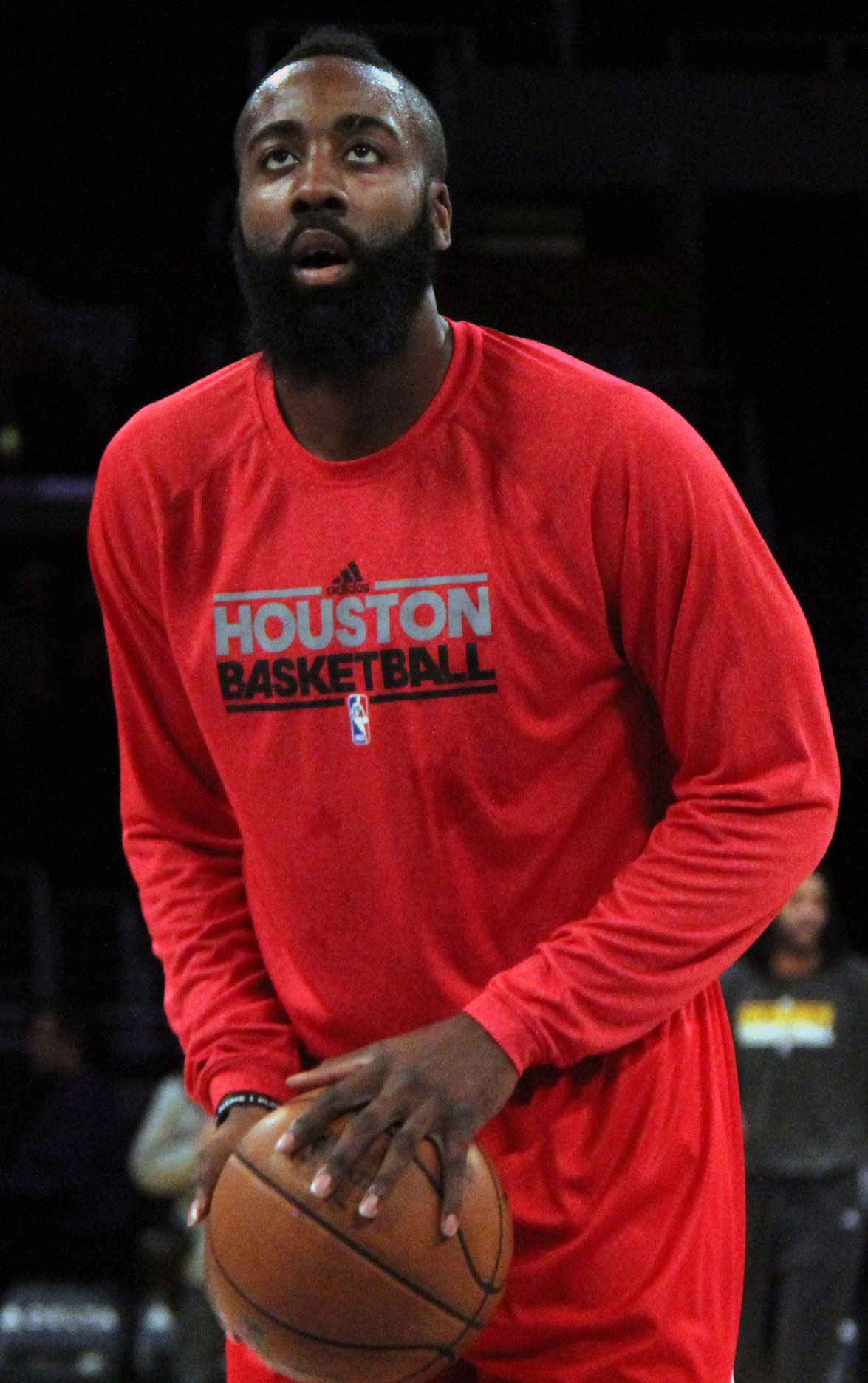
James Harden, selecionado na 3ª escolha pelo OKC foi uma MVP da temporada, 10 vezes All-Star, uma vez Sexto Homem do Ano, selecionado 7 vezes para o All-NBA Team, 3 vezes Cestinha da temporada e 2 vezes líder em assistências da liga.

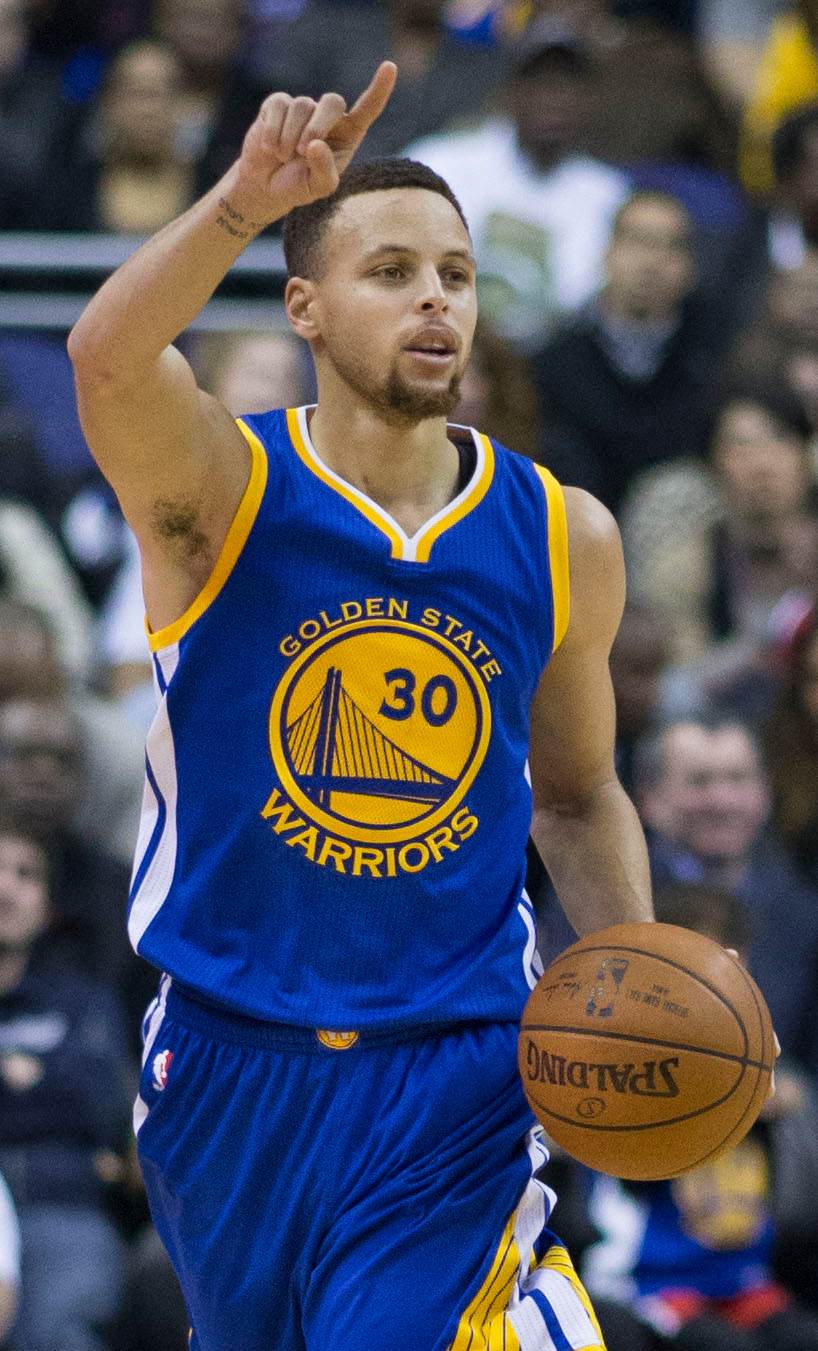
Stephen Curry, selecionado apenas na 7ª escolha pelo Warriors. O armador foi 4 vezes campeão da NBA, 2 vezes MVP (uma de forma unânime), uma vez MVP das finais, 2 vezes Cestinha da Temporada, 9 vezes All-Star e selecionado 8 vezes para o All-NBA Team. Detém o recorde de mais bolas de 3 pontos na história da NBA.

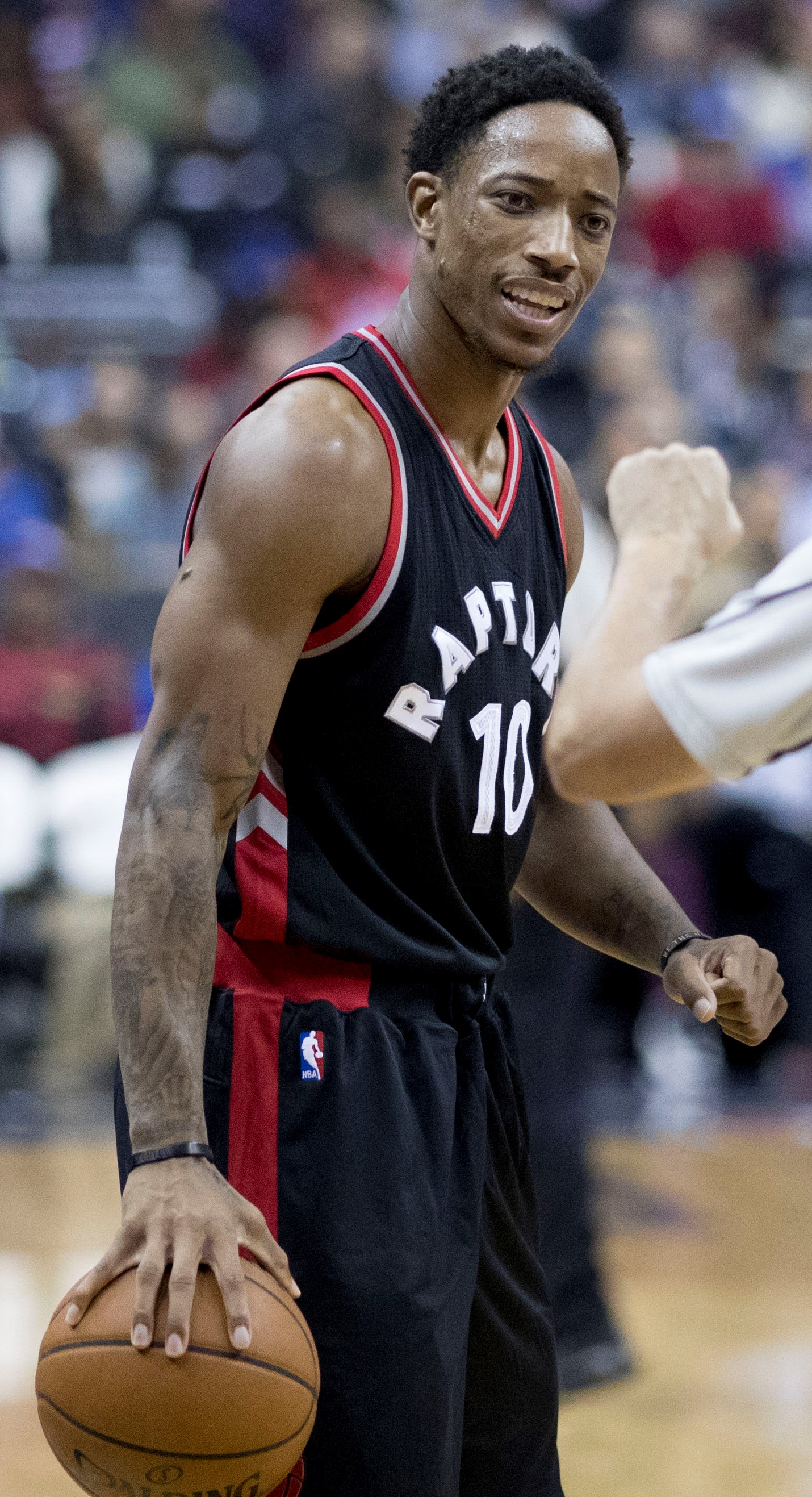
DeMar DeRozan, selecionado na 9ª escolha feita pelo Toronto Raptors. O ala-armador foi All-Star por 6 vezes e selecionado duas vezes para o segundo e uma para terceiro time do All-NBA Team.

### Primeira rodada
|  | Jogadores que foram incluídos no Hall da Fama do Basquete                               |
|  | Jogadores que foram pelo menos uma vez MVP da temporada da NBA                          |
|  | Jogadores que foram selecionados para pelo menos um NBA All-Star Game e um All-NBA Team |
|  | Jogadores que foram selecionados para pelo menos um All-NBA Team                        |
|  | Jogadores que foram selecionados para pelo menos um NBA All-Star Game                   |
|  | Jogadores que nunca atuaram em nenhuma partida sequer pela NBA                          |

| PG | Armador     |
| SG | Ala-armador |
| SF | Ala         |
| PF | Ala-pivô    |
| C  | Pivô        |

| Escolha | Nome                 | Posição | Nacionalidade   | Time                                         | Universidade/Time |
| ------- | -------------------- | ------- | --------------- | -------------------------------------------- | ----------------- |
| 1       | Blake Griffin        | PF      | Estados Unidos  | Los Angeles Clippers                         | Oklahoma          |
| 2       | Hasheem Thabeet      | C       | Tanzânia        | Memphis Grizzlies                            | Connecticut       |
| 3       | James Harden         | SG      | Estados Unidos  | Oklahoma City Thunder                        | Arizona State     |
| 4       | Tyreke Evans         | SG      | Estados Unidos  | Sacramento Kings                             | Memphis           |
| 5       | Ricky Rubio          | PG      | Espanha         | Minnesota Timberwolves                       | CJ Badalona       |
| 6       | Jonny Flynn          | PG      | Estados Unidos  | Minnesota Timberwolves                       | Syracuse          |
| 7       | Stephen Curry        | PG      | Estados Unidos  | Golden State Warriors                        | Davidson          |
| 8       | Jordan Hill          | PF      | Estados Unidos  | New York Knicks                              | Arizona           |
| 9       | DeMar DeRozan        | SG      | Estados Unidos  | Toronto Raptors                              | USC               |
| 10      | Brandon Jennings     | PG      | Estados Unidos  | Milwaukee Bucks                              | Virtus Roma       |
| 11      | Terrence Williams    | SG      | Estados Unidos  | New Jersey Nets                              | Louisville        |
| 12      | Gerald Henderson Jr. | SG      | Estados Unidos  | Charlotte Bobcats                            | Duke              |
| 13      | Tyler Hansbrough     | PF      | Estados Unidos  | Indiana Pacers                               | Carolina do Norte |
| 14      | Earl Clark           | SF      | Estados Unidos  | Phoenix Suns                                 | Louisville        |
| 15      | Austin Daye          | SF      | Estados Unidos  | Detroit Pistons                              | Gonzaga           |
| 16      | James Johnson        | SF      | Estados Unidos  | Chicago Bulls                                | Wake Forest       |
| 17      | Jrue Holiday         | PG      | Estados Unidos  | Philadelphia 76ers                           | UCLA              |
| 18      | Ty Lawson            | PG      | Estados Unidos  | Minnesota Timberwolves (trocado para Denver) | Carolina do Norte |
| 19      | Jeff Teague          | PG      | Estados Unidos  | Atlanta Hawks                                | Wake Forest       |
| 20      | Eric Maynor          | PG      | Estados Unidos  | Utah Jazz                                    | Virginia          |
| 21      | Darren Collison      | PG      | Estados Unidos  | New Orleans Hornets                          | UCLA              |
| 22      | Víctor Claver        | SF      | Espanha         | Portland Trail Blazers                       | Valencia Basket   |
| 23      | Omri Casspi          | SF      | Israel          | Sacramento Kings                             | Maccabi FOX       |
| 24      | Byron Mullens        | C       | Anglo-americano | Dallas Mavericks (trocado para Oklahoma)     | Ohio State        |
| 25      | Rodrigue Beaubois    | PG      | França          | Oklahoma City Thunder (trocado para Dallas)  | Cholet Basket     |
| 26      | Taj Gibson           | PF      | Estados Unidos  | Chicago Bulls                                | USC               |
| 27      | DeMarre Carroll      | SF      | Estados Unidos  | Memphis Grizzlies                            | Missouri          |
| 28      | Wayne Ellington      | SG      | Estados Unidos  | Minnesota Timberwolves                       | Carolina do Norte |
| 29      | Toney Douglas        | PG      | Estados Unidos  | Los Angeles Lakers (trocado para New York)   | Florida State     |
| 30      | Christian Eyenga     | SF      | RD Congo        | Cleveland Cavaliers                          | Bàsquet Prat      |

### Segunda rodada
| Escolha | Nome             | Posição | Nacionalidade       | Time                                             | Universidade/Time |
| ------- | ---------------- | ------- | ------------------- | ------------------------------------------------ | ----------------- |
| 31      | Jeff Ayres       | PF      | Estados Unidos      | Sacramento Kings (trocado para Portland)         | Arizona State     |
| 32      | Jermaine Taylor  | SG      | Estados Unidos      | Washington Wizards (trocado para Houston)        | Flórida Central   |
| 33      | Dante Cunningham | PF      | Estados Unidos      | Portland Trail Blazers                           | Villanova         |
| 34      | Sergio Llull     | PG      | Espanha             | Denver Nuggets (trocado para Houston)            | Real Madrid       |
| 35      | DaJuan Summers   | PF      | Estados Unidos      | Detroit Pistons                                  | Georgetown        |
| 36      | Sam Young        | SF      | Estados Unidos      | Memphis Grizzlies                                | Pittsburgh        |
| 37      | DeJuan Blair     | PF      | Estados Unidos      | San Antonio Spurs                                | Pittsburgh        |
| 38      | Jon Brockman     | PF      | Estados Unidos      | Portland Trail Blazers (trocado para Sacramento) | Washington        |
| 39      | Jonas Jerebko    | PF      | Suécia              | Detroit Pistons                                  | Angelico Biella   |
| 40      | Derrick Brown    | SF      | Estados Unidos      | Charlotte Bobcats                                | Xavier            |
| 41      | Jodie Meeks      | SG      | Estados Unidos      | Milwaukee Bucks                                  | Kentucky          |
| 42      | Patrick Beverley | PG      | Estados Unidos      | Los Angeles Lakers (trocado para Miami)          | Arkansas          |
| 43      | Marcus Thornton  | SG      | Estados Unidos      | Miami Heat (trocado para New Orleans)            | LSU               |
| 44      | Chase Budinger   | SF      | Estados Unidos      | Detroit Pistons (trocado para Houston)           | Arizona           |
| 45      | Nick Calathes    | PG      | Greco-americano     | Minnesota Timberwolves (trocado para Dallas)     | Flórida           |
| 46      | Danny Green      | SF      | Estados Unidos      | Cleveland Cavaliers                              | Carolina do Norte |
| 47      | Henk Norel       | PF      | Países Baixos       | Minnesota Timberwolves                           | DKV Joventut      |
| 48      | Taylor Griffin   | SF      | Estados Unidos      | Phoenix Suns                                     | Oklahoma          |
| 49      | Sergiy Gladyr    | SG      | Ucrânia             | Atlanta Hawks                                    | MBC Mykolaiv      |
| 50      | Goran Suton      | C       | Bósnio-americano    | Utah Jazz                                        | Michigan State    |
| 51      | Jack McClinton   | SG      | Estados Unidos      | San Antonio Spurs                                | Miami             |
| 52      | A. J. Price      | PG      | Estados Unidos      | Indiana Pacers                                   | Connecticut       |
| 53      | Nando de Colo    | PG      | França              | San Antonio Spurs                                | Cholet Basket     |
| 54      | Robert Vaden     | SG      | Estados Unidos      | Charlotte Bobcats (trocado para Oklahoma)        | Alabama           |
| 55      | Patty Mills      | PG      | Austrália           | Portland Trail Blazers                           | St. Mary          |
| 56      | Ahmad Nivins     | PF      | Estados Unidos      | Dallas Mavericks                                 | Saint Joseph's    |
| 57      | Emir Preldžić    | PF      | Turco-esloveno      | Phoenix Suns (trocado para Cleveland)            | Fenerbahçe Ülker  |
| 58      | Lester Hudson    | PG      | Estados Unidos      | Boston Celtics                                   | Tennessee-Martin  |
| 59      | Chinemelu Elonu  | PF      | Nigeriano-americano | Los Angeles Lakers                               | Texas A&M         |
| 60      | Robert Dozier    | SF      | Estados Unidos      | Miami Heat                                       | Memphis           |